# Purtsaari
Purtsaari är en ö i Finland. Den ligger i sjön Päijänne och i kommunen Padasjoki i den ekonomiska regionen  Lahtis ekonomiska region  och landskapet Päijänne-Tavastland, i den södra delen av landet, 140 km norr om huvudstaden Helsingfors. Öns area är 20,1 hektar och dess största längd är 0,9 kilometer i sydöst-nordvästlig riktning.